# 346식 레이더

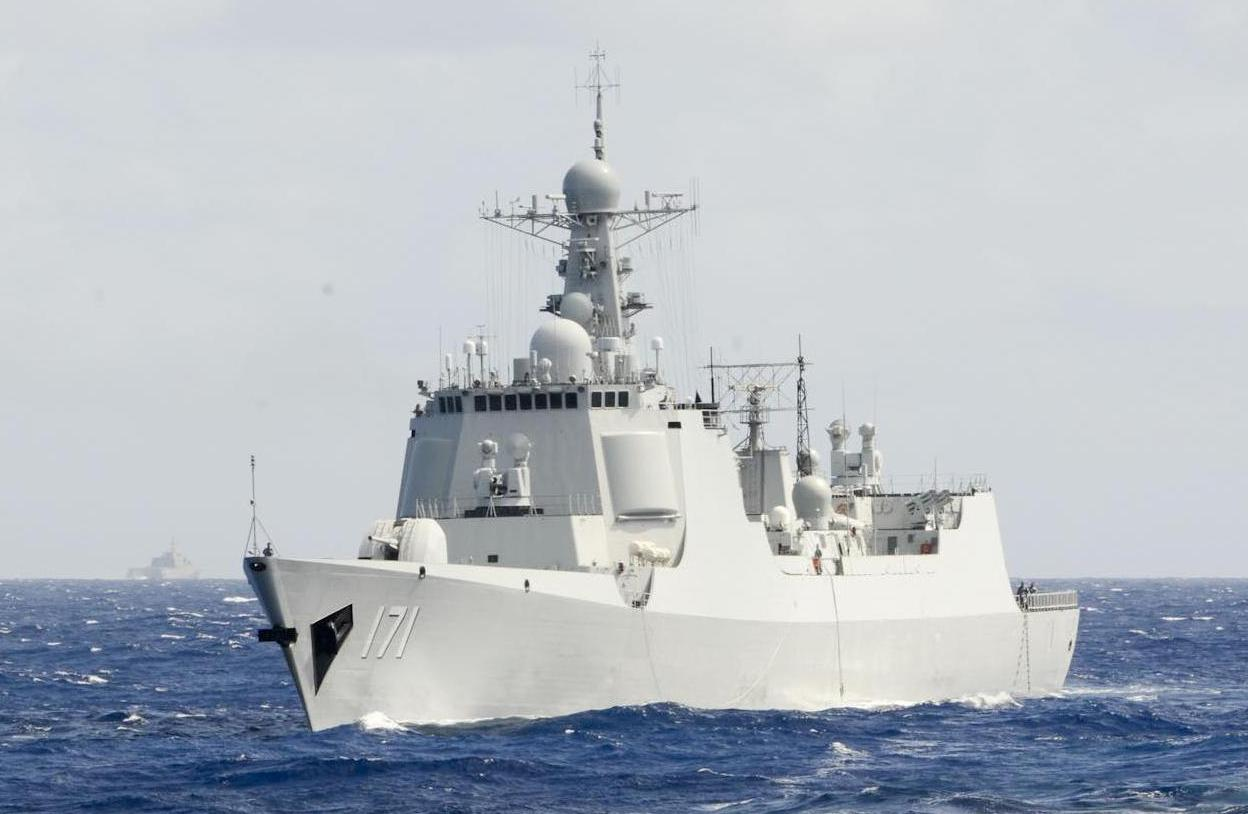
348식 레이더는 란저우급 구축함에 탑재된다.

346식은 중국의 해상 레이더의 일종이다. 능동 전자주사식 위상 배열 레이더로, 300km의 거리를 탐지하는 첨단 레이더다. 구축함에 탑재되어 감시하는 레이더다.

## 스펙
348식은 중국이 개발한 첨단 레이더로, F-15, SU-27, Mig-35 등의 항공기는 300km 거리에서 탐지할 수 있다. 그리고 중국의 함대공 미사일 체계인 HQ-9 미사일을 화력 관제할 수 있다. 일본의 OPS-24 레이더와 비교할 수 있다. 

### 레이더 성능
- 탐지거리(공중) : 300km
- 모듈 : 1,524개
- 밴드 종류 : F/G 밴드
- 탑재함 : 란저우급(6), 쿤밍급(12).

## 중국이 개발한 해상 레이더
- 중국 - 346식 레이더 300km
- 중국 - 364식 레이더 100km
- 중국 - 360식 레이더
- 중국 - 362식 레이더 42km
- 중국 - 341식 레이더
- 중국 - 517식 레이더 350km
- 중국 - 381식 레이더 100km
- 중국 - 382식 레이더 250km

## 같이 보기
- FCS-3
- AN/SPY-1
- SMART-L
- SAMPSON